# Благотворительный фонд «Этос»
Благотворительный фонд «ЭТОС» был основан в марте 2022 года в Ереване. Фонд оказывает поддержку людям, пострадавшим в результате чрезвычайных ситуаций, стихийных бедствий, техногенных катастроф, военных конфликтов и их последствий, а также другим уязвимым группам. Фонд предоставляет гуманитарную помощь, временное жильё, юридическую и психологическую поддержку, а также помогает в поиске работы и жилья.
Фонд был основан Василисой Борзовой и Евгением Евсюковым, но на данный момент единственным учредителем организации является Евгений Евсюков.

## История фонда «ЭТОС»
Первая постоянная точка приёма и выдачи гуманитарной помощи была открыта 26 апреля 2022 года.
В апреле 2023 года, фонд запустил сбор средств для ветеранов войн в Нагорном Карабахе. В сентябре 2023, «Этос» организовал доставку гуманитарной помощи в Горис и село Тех для беженцев и сотрудничал с Яндекс. Доставкой для курьерской доставки гуманитарной помощи. В декабре 2023 был организован сбор средств совместно с медиа DOXA.

## Деятельность фонда
Фонд занимается предоставлением гуманитарной помощи, юридической и психологической поддержкой, а также содействием в интеграции беженцев. За два года работы фонд помог 40 тысячам нуждающихся, включая 11 тысяч семей.

### Основные направления деятельности
1. Трудоустройство — база вакансий и помощь в поиске работы.[9]
2. Гуманитарная помощь — раздача продуктовых наборов, бытовой химии и сезонных вещей, включая одеяла и обогреватели.[10]
3. Юридическая помощь — консультации по вопросам миграции, признания статуса беженца и оформления документов.[11]
4. Психологическая поддержка — индивидуальные и групповые сессии для беженцев и волонтёров.[12]

## Структура и управление

### Совет попечителей
В соответствии с уставом Фонда, высшим органом управления является совет попечителей. Совет состоит из трёх членов, назначаемых учредителем сроком на три года. К компетенции Совета относятся в том числе:
- Утверждение стратегической программы Фонда;
- Утверждение бюджета;
- Принятие решений об избрании председателя Совета, организующего его работу, и директора Фонда;
- Утверждение расписания, структуры, рабочего внутреннего регламента;
- Изменение устава Фонда;

### Директор
Руководство текущей деятельностью Фонда осуществляет директор Фонда. Директор назначается на должность и освобождается от неё решением Совета попечителей. Директор распоряжается имуществом Фонда; заключает договора, сделки и выдаёт доверенности от имени Фонда; издаёт приказы и распоряжения и контролирует их исполнение. В 2024 году должность директора занимала Бурцева Вероника.

## Партнёры и финансирование
Партнёры
Совместно с фондом New Generation «Этос» организовывал благотворительные акции, среди которых — бесплатное тестирование на ВИЧ.
«Этос» также сотрудничает с Армянским обществом Красного Креста в вопросах выдачи гуманитарной помощи.
Финансирование
Фонд «Этос» финансируется за счёт сборов и пожертвований. На сайте Фонда регулярно публикуются открытые финансовые отчёты за каждый квартал.
Фонд критиковался «Медузой» за сбор пожертвований на личные карты, так как это снижает уровень прозрачности. Представитель Фонда ответил на критику, что открытие счетов для НКО, основателями которого являются граждане иностранных государств, значительно затруднено. В 2023 году фонду удалось открыть банковский счёт в армянском банке.
После выступления в Ереване, Noize MC пожертвовал все средства фонду «Этос». Также, сбор средств для покупки гуманитарной помощи организовывался при поддержке журнала DOXA.